# گرمی (اردبیل)
گِرمی از شهرهای قدیمی استان اردبیل ایران و مرکز شهرستان گرمی و جزئی از دشت مغان است. این شهر بر سر چشمه رودخانه گرمی چای یا اوجارود بناشده است به نحوی که سه رود در میانه شهر به هم ملحق شده و اجارود یا گرمی چای را ایجاد می‌نمایند.

## جغرافیا و طبیعت
شهرستان گرمی از شمال با شهرستان‌های بیله سوار و پارس‌آباد، از غرب با شهرستان کلیبر (آذربایجان شرقی) از جنوب با شهرستان مشگین‌شهر و از شرق با جمهوری آذربایجان همسایه است. شهرستان گرمی از جنوب به دامنه کوه‌های صلوات، از شمال به کوه‌های خروسلو از غرب به رود دره رود و از شرق به بالهارود محدود می‌شود.
براساس تقسیمات کشوری شهرستان مغان (گرمی) دارای وسعتی معادل ۱۷۲۵٫۲ کیلومتر مربع می‌باشد.
|                             | جمهوری آذربایجان(جلیل‌آباد) | شهرستان بیله‌سوار، شهرستان پارس‌آباد | آذربایجان شرقی (شهرستان کلیبر) |  |
| جمهوری آذربایجان(جلیل‌آباد)  |                            | آذربایجان شرقی (شهرستان هوراند)    |                                |  |
| جمهوری آذربایجان(جلیل‌آباد)  | شهرستان گرمی               | آذربایجان شرقی (شهرستان هوراند)    |                                |  |
| جمهوری آذربایجان(جلیل‌آباد)  |                            | آذربایجان شرقی (شهرستان هوراند)    |                                |  |
| جمهوری آذربایجان (یاردیملی) | شهرستان مشگین‌شهر           |                                    |                                |  |

پست‌ترین نقطه شهرستان در شمالغرب شهرستان و در روستای خان محمدلو واقع است که حدود ۲۴۰ متر از سطح دریا ارتفاع دارد و مرتفع‌ترین نقطه شهرستان کوه‌های صلوات در جنوب روستای خان‌کندی است که حداکثر ۲۲۰۰ متر ارتفاع دارد.
رشته کوه‌های قره داغ، خروسلو، صلوات سمتهای جنوبی، شرقی و غربی این شهرستان را تشکیل می‌دهند. در کوه‌های این شهرستان تاکنون ۶ دهنه غار طبیعی شناسایی و ثبت شده است.

### بارش، رودها، چشمه‌ها و قنات‌ها
بارش سالانه در شهرستان از شرق به غرب و از جنوب به شمال کاهش می‌یابد به طوری که میانگین بارش در منطقه داش دیبی و وان علیا (منتهی‌الیه شرق شهرستان) ۷۰۰ میلی‌متر در سال بوده و پربارش‌ترین نقطه استان اردبیل است. در حالی که میانگین بارش سالانه منطقه خان محمدلو (منتهی‌الیه شمالغربی شهرستان) کمتر از۲۵۰ میلی‌متر می‌رسد. به‌طور کلی میزان بارش در شهرستان از متوسط بارش کشور بیشتر است و موجب شده تا تا کشاورزان آن به محصول خوبی از غلات و حبوبات خصوصاً گندم، جو، نخود و عدس دست یابند.
رودهای مهم شهرستان عبارتند از: بالهارود (به گویش محلی بالهاری)، دره رود، چلک چایی، برزند چایی، زنگیرچایی، گرمی چایی (اوجارود)، درین کبود چایی.
دره رود که در گویش محلی «دره اوورد» گفته می‌شود، با دبی آب بیش از یک میلیارد متر مکعب آب، بزرگ‌ترین رودخانه داخلی استان اردبیل است و بیشتر رودهای بزرگ استان نظیر قره سو، بالیغلو چای و خیاو چای به آن می‌ریزند، در بخشی از مسیر خود از غرب این شهرستان عبور می‌کند. سد بزرگ امارت بر روی این رودخانه و در محدوده شهرستان گرمی در حال ساخت است.
کوهستانهای جنوب شرقی شهرستان به علت اتصال به کوهستانهای تالش و نزدیکی به دریای خزر از بارش مناسبی در حدود ۶۰۰ میلی‌متر در سال برخوردار است؛ و به همین دلیل سرسبز است و جنگلهای اوماسلان و اینی که به جنگلهای تالش جمهوری آذربایجان متصل می‌شوند، در این منطقه قرار دارند. برف‌هایی که در زمستان می‌بارد، در کوهستانهای این منطقه گاه تا اوایل تیر ماه می‌ماند و قابل مشاهده است. همچنین چهار رودخانه گرمی چای (اجارود)، درین کبود، زنگیر و بالهارود، از این منطقه سرچشمه گرفته و تغذیه می‌شوند. بالهارود نسبت به سه رودخانه دیگر پرآب تر است و در بخشی از مسیر خود مرز ایران و جمهوری آذربایجان را تشکیل می‌دهد.
رودخانه دیگر شهرستان، رود برزند می‌باشد که بخشی از آب سد گیلارلو را تأمین می‌نماید.
میانگین بارش شهرستان گرمی حدود ۴۶۰ میلی‌متر است با این حال این بارش در طی سال‌ها متغیر است. بر همین اساس شاهد وجود ۶ رشته قنات (کاریز) در شهرستان هستیم که قدمت برخی از آن‌ها را تا دوره ساسانی تخمین زده‌اند. با شدت یافتن بحران آب در کشور برخی از این قناتها در سال‌های اخیر لایروبی و بازسازی شده‌اند. مشهورترین این کاریزها کاریز لنگان می‌باشد.
بر اساس گزارش منتشر شده در سال ۱۳۸۰، از نظر دارا بودن تعداد چشمه‌های دائمی، گرمی با دارا بودن ۶۹ چشمه دائمی بعد از مشکین شهر، اردبیل و خلخال، در رتبه چهارم استان از نظر تعداد چشمه دائمی می‌باشد.

### بادها
در گرمی یادهای زیادی نیز می‌وزد اما معمولاً تند نیستند. بسته به فصل و جهت وزش و نیز قدرت آن اسامی خاصی دارند. گرمیج (بادی که بین دشتهای منطقه و کوهستانهای آن می زود)، گئچی قیران و وعده از بادهای مشهور منطقه هستند که همگی دارای سرعت ملایمی می‌باشند. گیچی قیران باد سرد و دو باد دیگر نسبتاً گرم هستند.

### گونه‌های گیاهی و جانوری
مراتع و جنگلهای شهرستان محل رویش پراکنده یا انبوه انواع مختلفی از گیاهان و درختان و درختچه‌ها از جمله نارون، بلوط، انجیر، آلوی کوهی، زالزالک، سیب کوهی، زرشک، تمشک، نسترن، گز، گونه‌هایی از کاج و انواع گیاهان دارویی نظیر شیرین بیان، پنیرک، پونه، گاو زبان، بابونه، بومادران، زعفران کوهی، ترشک مواج، اسفند، ترشک کوهی، چای کوهی و برخی گیاهان دیگر است.
گلهای لاله، شقایق، زنبق، گونه‌هایی از صعلب، گلایل، بنفشه و برخی گل‌های دیگر در فصول مختلف و در نواحی مختلف شهرستان می‌رویند.
گونه‌های حیوانی شهرستان شامل:
پستانداران: خرگوش، گرگ، روباه، شغال، گورکن، جوجه تیغی، بز و میش جزو گونه‌های پستانداران منطقه هستند. گراز، خرس، گربه وحشی و برخی گونه‌های دیگر نظیر گوزن و آهو نیز هر از گاهی در دشتها و کوهستانها مشاهده می‌شوند. اما آهوی مغان که در افسانه‌های آذربایجان معروف است، سال‌هاست که مشاهده نشده است.
پرندگان: کبوتر، سینه سرخ، کبک، گنجشک، کلاغ، زاغ، دارکوب، هدهد، قرقی، جغد، خفاش، لاشخور، شاهین، پرستو، سونا، ترلان، قمری، سار و سار صورتی، بلبل، بلدرچین، چکاوک کاکلی،
خزندگان و دوزیستان: مار، کورمار، مارمولک، سمندر، لاک‌پشت، قورباغه،
حیوانات آبی (بیشتر در دو رودخانه بالهاری و دره رود): ماهی قزل آلا و آزاد، خرچنگ

## شهر گرمی
شهر گرمی در فاصله تقریباً ۱۱۰ کیلومتری مرکز استان اردبیل و طول جغرافیایی'۳˚۴۸،
عرض جغرافیای '۱˚۳۹ واقع شده است. ارتفاع مرکز شهر گرمی از سطح دریای آزاد ۱۱۰۰ متر می‌باشد. تفاوت ارتفاع بین بلندترین و گودترین نقاط شهر بیش از ۱۰۰ متر می‌باشد که برای یک شهر با وسعت حدود ۸۰۰ هکتار نسبتاً زیاد می‌باشد. وسعت شهر گرمی حدود ۷۶۰ هکتار می‌باشد اما چون این شهر تقریباً در امتداد جاده اردبیل مغان و رودخانه اجارود و شعب آن توسعه یافته است شهری با بافت تقریباً طولی است. کالبد شهر گرمی (گئرمی Germi) را می‌توان به دو قسمت قدیم و جدید تقسیم کرد. محلات قدیمی شهر همچون موجره، یوخاری باش، قلعه باشی و سرچشمه، و همچنین کاربری‌های سنتی همچون مسجد جامع، بازار و شهرداری در قسمت قدیم شهر واقع شده‌اند که شیب زمین در آن زیاد و اغلب کوچه‌ها و خیابان‌ها از مسیر مارپیچ برخوردار هستند. قسمت جدید شهر شامل محله‌های جدیدتر همچون هلال احمر و ابیش آباد است. در این محلها شیب زمین بسیار ملایم و مسیر خیابانها و کوچه‌ها مستقیم و عرض آن‌ها زیاد است.
همچنین بعد از حادثه رانش محله کوتول قسمتی از اهالی شهر مجبور به کوچ و اسکان در شهرک ولیعصر شدند.
رودخانه‌های گئرمی چایی (رودخانه تولون)، الّه دره (در مکاتبات دولتی "الّه درق") و کوئل چایی از داخل شهر گرمی عبور می‌کنند همه این رودها از جنوب به شمال جریان دارند و ابتدا به رودخانه بولقارچای (بالهاری = بالهارود) و نهایتاً به دریای خزر می‌ریزند.
ارتفاع نقاط مختلف شهر گرمی از سطح دریا بسیار متفاوت و از ۱۰۰۰ متر در محله هلال احمر تا ۱۲۰۰ متر در محله چه لک یولی متغیر است.
کوه‌های مهم اطراف شهر عبارتند از: آزنا، قاراخان داغی، ایرناواش و سیفار
| بیگ باغی (۲ کیلومتر), ایلخچی (۳ کیلومتر) | آرانچی (۵ کیلومتر) | شهرک ولیعصر (۴ کیلومتر) |
| اظماره (۴ کیلومتر)                       |                    | رحیم لو (۲ کیلومتر)     |
| ساری درق (کیلومتر۲), چلک (۳ کیلومتر)     | تنگ (۱ کیلومتر)    | مغوان (۵ کیلومتر)       |

## آب و هوای گرمی
شهرستان گرمی شهرستان گرمی مانند اغلب نواحی ایران دارای اقلیمی نیمه خشک با تابستان‌های نسبتاً گرم و زمستان‌های نسبتاً سرد می‌باشد. اب و هوای گرمی نسبت به اغلب نواحی و شهرستان‌های استان اردبیل معتدل و ملایم می‌باشد. آب و هوای این شهرستان تا اندازه‌ای تحت تأثیر آب و هوای منطقه خزر و توالش می‌باشد و قرار گرفتن اغلب آبادیهای آن در دره‌ها، آن‌ها را از بادهای تندی که در برخی شهرستان‌های استان نظیر اردبیل و مشکین شهر می‌وزد، در امان نگاه می‌دارد.
. متوسط بیشینه دمای آن در فصل تابستان ماه ژوئیه (تیر) تا ۳۱ درجه سانتیگرد افزایش می‌یابد درحالیکه متوسط کمینه دمای آن در فصل زمستان ماه فوریه (بهمن) تا منفی ۱ درجه سانتیگراد کاهش می‌یابد. بیشینه متوسط ماهانه بارندگی گرمی در ماه‌های نوامبر و می (آبان و اردیبهشت) به ترتیب به مقدار ۵۷ و ۵۴ میلی‌متر بوده و کمینه متوسط بارندگی در ماه ژوئیه (تیر) به مقدار ۱۵ میلی‌متر می‌باشد بیشینه مقدار متوسط ماهانه روزهای همراه با بارش مربوط به فصل بهار در ماه مه (اردیبهشت) به تعداد ۱۳ روز و کمینه آن در فصل تابستان ماه ژوئیه (تیر) به تعداد ۵ روز می‌باشد.

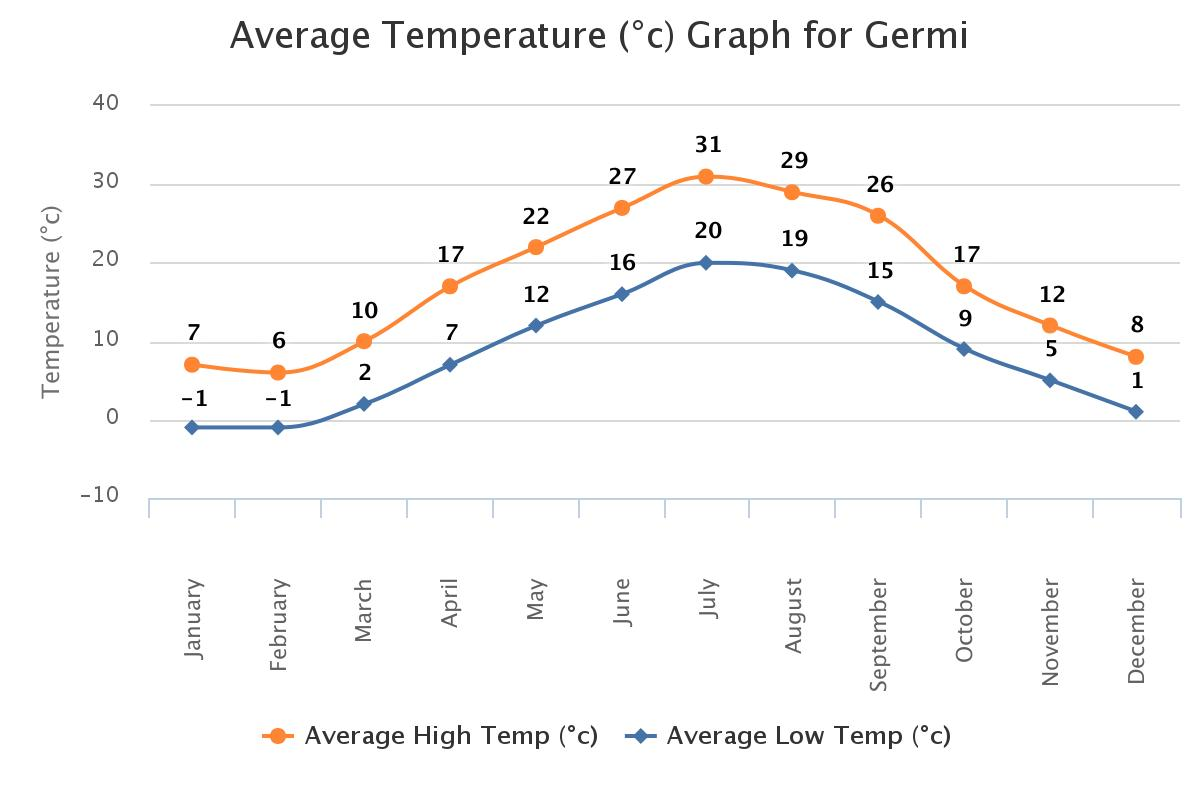
نمودار متوسط بیشینه و کمینه دمای گرمی

نمودار متوسط بارندگی گرمی

## مردم‌شناسی

### جمعیت
بر پایه سرشماری عمومی نفوس و مسکن در سال ۱۳۹۵ جمعیت این شهر ۳۵٬۹۶۷ نفر (در ۸٬۳۷۵ خانوار) بوده است.

### مذهب
بیشتر مردم این شهرستان مسلمان و شیعه اثنی عشری می‌باشند و به مراسم دینی و مذهبی اهمیتی خاص قائل هستند. برای همین این شهرستان همه سال پذیرای تنی چند از مداحان، شعرا، سخنرانان مذهبی مشهور است و خصوصاً در ایام محرم مراسم شبیه‌خوانی و تعزیه‌خوانی که در روستاها و نقاط مختلف آن برگزار می‌شود، مخاطبان زیادی را از اقصا نقاط کشور جذب می‌نماید. برخی مراسم خاص مذهبی مانند چاووش خوان اعزام حجاج بیت الله حرام همچنان در این شهرستان انجام می‌شود. مسجد و مراسم گروهی در مسجد در فرهنگ مردم این منطقه جایگاه خاصی دارد به نحوی که در اولین روز تحویل سال نو شمسی دید و بازدیدی در مسجد هر محل انجام می‌شود و اهالی می‌کوشند در مراسم تمامی محلاتی که با آنها مراوده دارند شرکت نمایند ولی این مراسم دید و بازدید در نهایت سادگی و سهولت انجام می‌شود.

### زبان و فرهنگ
مردم این شهرستان به زبان ترکی آذربایجانی سخن می‌گویند و تلاش زیادی برای حفظ فرهنگ و آیین‌های خود نظیر مراسم تکمچی و سایر مراسم در نوروز دارند.
طبق کتاب «بررسی ساختار اجتماعی اقتصادی ایل شاهسون»، ظهور ترکان در منطقه شرقی آذربایجان به مهاجرت گروهی از ترکان غز که نخستین هسته ترک را در آذربایجان تشکیل می‌دهند، مربوط می‌شود. ترکان غز که بیشتر در مناطق شرقی دریای مازندران ساکن بودند، برای اولین بار در سال ۳۹۶ ه‍.ق به خراسان روی آوردند.
سلطان محمود غزنوی که خود از سلاطین بزرگ ترک بود در سال ۴۲۶ ه‍.ق (۱۰۲۵م) به فرارود (ماوراءالنهر) لشکر کشید و ارسلان را دستگیر کرد. پس ار آن اتباع سابق ارسلان به این ادعا که از جور و ستم امرای خود در زحمت بودند، از سلطان محمود تقاضا نمودند تا به آنان اجازه دهد در شمال خراسان مسکن کنند و حفاظت از آن نواحی را به عهده گیرن. سلطان محمود از این رو اجازه داد تا چهار هزار خانوار ترکمان (سلجوقیان و گروه‌های چادرنشین غز) از جیحون بگذرد و در نزدیک فراوه، سرخس و ابیورد سکونت نمایند.
این قوم در زمان سلطنت جانشینان سلطان محمود سر به طغیان برداشته و برای پیدا کردن اقامتگاه بهتر وسیع تر به شمال غرب ایران سرازیر شده و خود را به حوالی کوه سبلان رسانیدند. عده زیادی از آنان در اردبیل و دشت مغان و مجاور آن اقامت گزیدند و موجب ترویج زبان ترکی بین اهالی ساکن آذربایجان شدند که امروزه ما آن را زبان ترکی آذری می‌گوییم؛ بنابراین طبق این سند نیز قدمت زبان ترکی در منطقه حداقل تا قرن پنجم هجری عقب می‌رود. اما بر اساس استناداتی و اقوالی که در مورد اقوام قرون اولیه بعد از اسلام و قبل تر از آن وجود دارد احتمالاً زبانهای دیگری نظیر آلانی و پارتی در منطقه رایج بوده است.
این شهرستان در دوره‌های مختلف دارای ماهنامه‌های دوزبانه نظیر کارتال و یاشیل مغان بوده است که به زبانهای فارسی و ترکی آذربایجانی منتشر می‌شده‌اند. هنرمندان برجسته زیادی در عصر معاصر در این شهرستان ظهور یافته‌اند. برخی از آنان مانند شاعر و محقق و منتقد ومترجم برجسته استاد امین صدیقی صاحب آثاروتألیفات وترجمه‌های بسیار در حوزه ادبیات فارسی و ترکی در سطح ملی و کشوری حتی کشورهای جمهوری آذربایجان و ترکیه و… هم شناخته شده و مطرح هستند.
از شاعران وهنرمندان گرمی (مغان) همچنین مرحوم داودی، پاشاپور، عبادی، استادمحمدفرید و عطایی و تیزفهم و. … نیز خارج از شهرستان نیز شناخته شده هستند.

## تاریخ
گرمی از سال ۱۳۵۵ با جدایی شهرستان مغان از شهرستان مشگین‌شهر به مرکز شهرستان تبدیل شد. سپس در سال ۱۳۷۳ دو شهرستان بیله سوار و پارس‌آباد از آن جدا شده و شهرستان مستقلی گردیدند.

### وجه تسمیه
بر اساس اطلاعات ارائه شده در کتاب تاریخ دشت مغان، نوشته میر نبی عزیززاده، وجه تسمیه گرمی به اعتقاد برخی از واژه گئرامنه گرفته شده است که به معنی چند عشیره که دارای چراگاه مشترک می‌باشند و به رئیس آنان گئرامنی می‌گفتند. تعداد دیگری اعتقاد دارند این شهر در زمان بابک خرمدین بذ یا بذین داشته است و محل آن را بین محله قلعه باشی و روستای اله درق می‌دانند و قلعه دئیو قالاسی را قلعه بذ می‌دانند. برخی از مورخان معتقدند این خطه از قدیم محل زندگی چند زنتو از پارتها بوده و واژه گئرمی در گویش پارتها یک واژه مقدس بوده و وجود گورهای خمره‌ای را دلیل می‌آورند. مورخان و محققان دیگری معتقدند این واژه از واژه‌های سومری بوده و از دو قسمت «گئر» و «می» تشکیل شده است گئر به معنی آبادی و جای مشخص یا خانه و می به معنی قوانین آسمانی پس گئرمی یعنی خانه قوانین و دستورها آسمانی. نامیدن شهر بخاطر قبیله چم که از یمن به این خطه کوچیده‌اند و در بین اهالی شهر به حسنلو مشهور هستند ریشه در تعصبات قومی داشته وخالی از واقعیت می‌باشد چراکه این قبیله ۲۰۰ الی ۳۰۰ سال است که به این شهر کوچ کرده‌اند و پیران آن خود را متعلق به سرزمین یمن و بعضی‌هایشان متعلق به اطراف بصره می‌دانستند.
با این حال محقق دیگری که در زبانهای اطراف گرمی و زبانها باستانی ایران تحقیق کرده است، مدعی است بر اساس شواهدی از بناهای تاریخی و کتیبه‌ها و نظایر آن باقیمانده است، نام گرمی واژه ایی احتمالاً با ریشه اوستایی و فارسی باستان است که از دو قسمت «گئر» که تغییر یافته و خلاصه شده «آگئر» به معنی آتش و آتشکده و «می» که خلاصه شده و تغییر یافته میترا به معنی خورشید می‌باشد، تشکیل شده است. یکی از استنادات وی نوشته استرابون (۶۲ ق. م تا ۱۹ م) در رساله جغرافیا کتاب ۱۵، کرده – ۳، بند ۱۳ می‌باشد که در وصف طایفه مغان می‌نویسد: «در آنجا هم چنین آتشکده‌ها وجود دارد، بناهای غریبی که در میانشان آدریانی قرار دارد که از خاکستر انباشته است و در آنجا مغان پاسدار آتشی هستند که هرگز خاموش نمی‌شود.»[۲] هر چند مطلب فوق در مورد کاپادوکیه است که هم‌اکنون در ترکیه قرار دارد اما چون وصف رفتار طایفه مغان است می‌تواند برای سایر تحقیقات تاریخی نیز مستند قرار گیرد. او محل‌های انباشته از خاکستر، وجود ۳ تپه گرد که بی شباهت به کاپادوکیه نیستند، تداوم جنگلهای تالش و رسیدن آن به شهر گرمی که منابع چوب و هیزم را به راحتی فراهم می‌کند و قرار داشتن صخره سنگی در میان دو رود را که برپایی آتش بدون خطر را ممکن می‌ساخته است، جزو شواهد خود عنوان می‌نماید؛ بنابراین کلمه مغان که هم‌اکنون به برکت حاصلخیزی خاک، آب رودهای ارس- دره رود و بالهاری و توسعه‌های صنعتی انجام شده در جلگه مغان، با واژه دشت عجین و همراه شده است، بیش از آن که با مناطق جلگه‌ای مغان ارتباط داشته باشد با مناطق کوهپایه‌ای و شهر گرمی ارتباط دارد، چرا که اغلب رفتارهای مغ‌ها با کوه و کوهپایه سازگار تر است تا دشت.
محقق مزبور همچنین معتقد است با توجه به اینکه حداقل ۷ نقطه در آذربایجان به همین نام شناخته می‌شود که دو مورد از آن‌ها در همین شهرستان (خود شهر گرمی و روستایی چسبیده به بخش انگوت)، سه مورد جمهوری آذربایجان، یک مورد آذربایجان غربی (روستایی در ارومیه)، و یک مورد آذربایجان شرقی (رودخانه‌ای در میانه) به همین نام شناخته می‌شوند، و تشابه اسمی با شهر گرمی (Gremi) در استان کاختی گرجستان باید در این خصوص تحقیق بیشتری صورت گیرد.
طبق یافته‌های این فرد طایفه‌ای در جنوب ترکیه زندگی می‌کنند که به نام «گرمی لی اوغلانلاری» شناخته می‌شوند طایفه مزبور غذایی با برنج درست می‌کنند که «گرمی پلو» نامیده می‌شود. احتمال دارد این طایفه در دوره صفوی با ساکنین فعلی این شهر تبادل شده باشند اما حافظه تاریخی مردم شهرستان و اسناد موجود چیزی در این خصوص ارائه نمی‌دهد بنابراین نظریه ارتباط تاریخ کهن گرمی با کاپادوکیه تقویت می‌شود. می‌دانیم که آلان‌ها در طی قرون به سمت غرب مهاجرت کرده و بخشی از آن‌ها در آلبانی کنوی ساکن شده‌اند (آلان‌ها اقوام باستانی ساکن مغان بوده‌اند که در ایران به آلان یا آران و در یونان به آلبان شناخته می‌شدند) گرمی در زبان آلبانی/آلانی به معنی ریشه و نطفه می‌باشد، این واژه با موقعیت جغرافیایی شهر گرمی که شعب اجارود در آن جریان دارند و به ریشه گیاه شبیه هستند و اجارود از آن سرچشمه می‌گیرد، شباهت دارد.
لازم است ذکر شود که واژه‌های «قرم» و «القرم» و «قرمی» در کتب تاریخی مختلف که به زبان عربی نگاشته شده‌اند برای شبه جزیره کریمه به کار رفته‌اند و گاهی به اقوام ترک‌زبانی که در این شبه جزیره ساکن هستند نیز به «قرم» و «قرمی» شناخته شده‌اند اما تنها شواهدی که برای ارتباط کریمه با شهر گرمی شناسایی شده است استقرار قوم تاتار در هر دو منطقه می‌باشد.
با توجه به اینکه موطن اصلی تاتارها از کریمه بوده است احتمالاً مهاجران وارد شده از عراق و یمن در قرن دهم هجری همان واژه‌ای را که نویسندگان عرب و ایرانی برای کریمه به صورت قرم- غرم - القرم یا مشابه آن به کار می‌برده‌اند در خصوص تاتارهای ساکن این شهر و این منطقه به کار برده‌اند و به مرور زمان به علت لهجه ترکی- آذربایجانی مردم منطقه واژه به گرمی تغییر یافته است. هرچند پذیرفتن سرنوشت مشابه برای ۷ نقطه جغرافیایی مختلف چندان سهل نمی‌نماید.
همچنین این سند ادعایی را که مطرح شده است که زبان ترکی بعد از صفویه و از قرن ۱۰ و ۱۱ هجری در این منطقه رایج شده است، رد می‌کند و سابقه آن را حداقل به قرن هفتم هجری و حتی پیش از آن برمی‌گرداند.

### تاریخچه و آثار تاریخی
تاریخ شهر و شهرستان گرمی با تاریخ منطقه مغان و آبادی‌هایی نظیر برزند، باجروان و بذ و نیز تاریخ مغان و ایل شاهسون در هم آمیخته است. متأسفانه اغلب آثار تاریخی موجود شهرستان به درستی حفاظت نشده و در نتیجه تخریب یا از کشور قاچاق شده‌اند. بخشی اندکی از آثار تاریخی کشف شده از این شهرستان در موزه شهر کاشان نگهداری می‌شوند و البته بخش اندک ولی حائز اهمیتی از آثار مکشوفه از آن در موزه کپنهاگ دانمارک نگهداری می‌شود. برخی از این آثار نیز در موزه ملی ایران نگهداری می‌شوند.
تپه باستانی (آغامعلی تپه سی) سند معتبری از پیشینه تاریخی این شهربوده که در ۹ کیلومتری شهر و در نزدیکی روستای (شوکورلو) واقع است. همچنین اولین پارچه در تپه همت که دراصل به رنگ قرمزبوده ودارای زمینه شطرنجی با نشان صلیب شکسته یا همان گردونه خورشید یا گردونه مهر می‌باشد بافته شده در ایران درتپه همت روستای سالالا (در مکاتبات دولتی سلاله) از توابع شهرستان گرمی کشف شده که هم‌اکنون در موزه ملی ایران نگهداری می‌شود. به تازگی سنگ قبرهای تاریخی در گورستان حفاظت شده روستای آلیله مغان (گئرمی) کشف گردیده این سنگ قبرها مربوط به دوره تیموری، اسلامی دارای نقوش هندسی دوره اسلامی است و آیاتی از قرآن کریم به خطوط نسخ عربی و کوفی بر روی آن‌ها حکاکی شده است. گورستان آلیله باید جزو آثار ثبت ملی شده دانست، قدمت سنگ قبرهای شناسایی شده به ۷۵۰ سال پیش برمی گردد. حالت محرابی و گنبدوار این سنگ‌ها بیانگر این است که سنگ قبرها بر مزار افراد مذهبی و مورد احترام نصب شده‌اند. همچنین قدمت شهرستان گرمی به ۲۵۰ سال قبل از میلاد برمی گردد و در روستاهای رمضانلو، دریامان و پرمهر آثاری از دوره اشکانی کشف شده است.
متأسفانه جز کتاب تاریخ دشت مغان (که بیشتر در خصوص تاریخ معاصر آن مستند است) تحقیق مهمی در تاریخ این شهرستان انجام یا حداقل منتشر نشده است.
این شهر دارای چهار دوره تاریخی آبادانی بوده است که از هم گسسته می‌باشند. یکی قرون کهن و اساطیری است که آثار فراوانی از سنگ حجاری‌ها، نقاشی‌های روی سنگها، ظروف و … از آن‌ها بدست آمده است. از آثار به دست آمده از این دوران چنین برداشت می‌شود که احتمالاً در این دوره صرفاً در حد عبادتگاه و محل اسکان برخی از کاهنان و سربازان و احتمالاً محل نگهداری گنجها و ذخایر از این شهر استفاده می‌شده است و جمعیت قابل توجهی در آن ساکن نبوده است. از شخصیت‌های اساطیری منطقه از فردی به نام دئوتامورث (تهمورث دیو) یاد می‌شود که گویا بسیار قوی هیکل و نیرومند بوده است و طبق افسانه‌ها زیر کوه سیفار گیر افتاده است اما زنده است. این افسانه نیز ارتباط تاریخ گرمی با کاپادوکیه و مغان را نزدیک تر و قوی تر می‌نماید چرا که کاپگادوکیه نیز متشکل از تونل‌های زیر زمینی بوده است که مردم تا سال‌ها در آن می‌توانسته‌اند پنهان شوند.
دوره دوم مربوط به دوران اشکانیان[۴] و ساسانیان است. در این دوره بناهای زیادی در اطراف شهر ایجاد شده است که یکی از مهم‌ترین آثار این دوره بنای قیز قلعه سی می‌باشد که در فاصله ۱۵ کیلومتری شمال شهر و در کنار جاده گرمی به بیله سوار و نزدیک بخش انجیرلو واقع شده است اما هم‌اکنون از نظر تقسیمات کشوری جزو شهرستان بیله سوار است. اثر دیگر قلعه برزند واقع در دهستان برزند است که متأسفانه از آن نیز مراقبت خاصی نشده است. از این قلعه در جنگ‌های اشعث کندی در آذربایجان و نیز جنگ افشین با بابک خرمدین یاد شده است و نقش مهمی داشته است. همچنین کاریز (قنات) لنگان از آثار باقی‌مانده از دوران ساسانی است.
طبق کتاب دانش نامه ایران و اسلام، از زمان‌های بسیار قدیم اقوامی در سرزمین مغان سکنی گزیده‌اند که ایرانیان به ایشان آلان یا آلانی گفته‌اند و این کلمه را در زبان اروپایی قدیم مخصوصاً در یونانی آلبان و سرزمین آن‌ها را آلبانیا ضبط کرده‌اند. در زمان‌های بعد آران را شامل سرزمینی که در میان شروان و آذربایجان ایران بوده است می‌دانستند. به‌طور کلی نام آلان‌ها از آغاز قرن اول میلادی در تاریخ ذکر شده است.[۵]
سعید نفیسی نام قدیمی مغان را آموکان می‌داند، او در بخش معرفی سرزمین آلانیان و مردم آن دیار می‌نویسد:
«پای تازیان در سرزمین آران در خلافت عثمان بن عفان (۳۵–۲۳ هجری) باز شد. پیش از این خاندانی از آلانیان در این سرزمین پادشاهی داشتند که منقرض شده بودند ود. این خاندان را در این دوره آلانشاه یا ایرانشاه خوانده‌اند. منطقه مغان نیز در این دوره به عنوان منطقه‌ای مستقل و تحت فرمانروای خاندان آموکان شاه اداره می‌شده است. آموکان نام کهن موقان (مغان) است که اکنون به غلط موغان یا مغان نوشته می‌شود.»
دوره سوم دوره اسلامی میانه است در این دو دوره نیز ظاهراً گرمی در حد بازار و محل استقرار برخی صنایع مطرح بوده است. در این دوره مورخین، جغرافی دانان و نویسندگان متعددی نظیر ابن خردادبه، ابن فقیه، اصطخری و بلاذری از منطقه «موقان» یاد کرده‌اند که منطقه وسیعی را شامل می‌شده است به نحوی که از شرق به دریای خزر و از جنوب به اردبیل و از غرب به تبریز منتهی می‌شده است.
بلاذری در کتاب معجم البدان صفحه ۱۸۶ از دو شهر تبریز و موقان آذربایجان یاد می‌کند که بعد از جنگ‌های سال‌های ۲۲–۲۵ هجری شمسی که بین نیروهای اسفندیار و سپس بهرام با اعراب درگرفته است طبق صلح حذیفه صلح کرده‌اند و اشعث کندی به امارت آذربایجان منصوب شده و مقرر شده است ۱۰۰هزار درهم خراج جمع‌آوری و ارسال نماید. سپس او در روایت جنگ‌های سبکری و دیسم در سال ۳۰۶ هجری دوباره از موقان یاد می‌کند که سبکری به آنجا فرار کرده است. سپس او در شرح نهضت مستجیر بالله دوباره از موقان یاد می‌کند نعیمی (وزیر جستان بن سالار) مستجیر بالله را به آنجا دعوت می‌کند[۶]
ابن خردادبه در صفحه ۱۷ کتاب المسالک والممالک زمانی که از حاکمان و پادشاهان نواحی مختلف نظیر کابل- کرمان- خراسان- آذربایجان و… یاد می‌کند از فردی به نام اللان شاه به عنوان پادشاه و حاکم موقان (مغان) یاد می‌نماید. سپس در صفحه ۱۱۹ در فهرست شهرهای آذربایجان بعد از یاد کردن از مراغه، میانه، اردبیل، تبریز، خوی و سلماس از موقان و برزند یاد می‌نماید.[۷] او در صفحه ۱۲۰ مسیر راه دینور به برزند شرح داده فاصله اردبیل تا موقان را ۱۰ فرسخ اعلام می‌نماید بر اساس این مسافت در تعیین و تطابق شهر موقان با شهرها و روستاهای فعلی استان و منطقه مغان دچار مشکل می‌شویم به خصوص که در صفحه ۲۱۳ فاصله اردبیل تا موقان را ۴ فرسخ اعلام می‌نماید. اما وقتی مسافت‌های مختلف نظیر تبریز-مرند را تطابق می‌دهیم (۱۰ فرسخ که الان حدود ۷۱ کیلومتر است یا وقتی که فاصله اردبیل تا نیر را (که در المسالک خردادبه ۵ فرسخ درج شده و فاصله شهر فعلی نیر تا اردبیل ۳۹ کیلومتر است) تطبیق می‌دهیم؛ متوجه می‌شویم مسافتها تقریباً دقیق هستند. مسئله از آنجا ناشی می‌شود که سابقاً و قبل از عهد نامه‌های ترکمانچای و گلستان مسیر موقان به اردبیل مثل الان نبوده و تقریباً از مسیر خطی بوده است که شهرهای فعلی نمین و گرمی را در روی نقشه به هم وصل می‌کند. در این مسیر مسافت گرمی (و شاید هم روستای موغان که در ۶ کیلومتری جنوب گرمی و در کنار جاده قدیم اردبیل- مغان قرار دارد) تا اردبیل حدود ۷۷ کیلومتر است که با روایت ابن خردادبه تطابق دارد بنابراین می‌توان نتیجه گرفت موقان یا موغان همان شهر گرمی کنونی است. این مسیر به صورت دیرینه‌ای مسیر مراودات شهرهای اردبیل و خصوصاً نمین و عنبران با گرمی بوده است.
ابن فقیه ۴ بار از جمله در صفحه ۵۸۲ و زمانی که از شهرهای آذربایجان یاد می‌کند از موقان و برزند به عنوان شهرهایی در سرحد آذربایجان و گیلان، نام می‌برد.
برخی مورخین زمین‌های غرب خزر را موغان دانسته‌اند؛ و این نشان می‌دهد گستره و اهمیت تاریخی منطقه مغان بسیار بیشتر از اکنون آن بوده است.
مقدسی در احسن التقاسیم فی معرفه الاقالیم از موقان و برزند به عنوان توابع اردبیل یاد می‌کند.
حمدالله مستوفی تاریخ‌نگار قرن هشتم هجری در ذکر دیار آران موغان می‌نویسد: «هوایش گرمسیر است و به عفونت مایل و حدودش با ولایات ارمن، شیروان، آذربایجان و دریای خزر پیوسته است. حقوق دیوانیش در عهد اتابکان زیاد از ۳۰۰ تومان این زمان بوده است و اکنون ۳۰ تومان و ۳۰۰۰ دینار است [یعنی ۳۰۳۰۰۰ دینار جمعاً] که بر روی دفتر آمده.» مستوفی، باجروان [دهی در شهرستان ایمیشلی جمهوری آذربایجان] و برزند [که هم‌اکنون از توابع شهرستان گرمی است] را دیه‌های معمور نوشته و می‌گوید: «برزند هوایش به گرمی مایل است و حاصلش غله می‌باشد.»[۸]

### دور جدید و ترکیب طوایف
تاریخچه پیدایش شهر گرمی در عصر جدید حیات آن به حدود سال ۹۰۰ هجری قمری و دوران صفوی بازمی‌گردد که ۵ طایفه شیعه (اردوخانلو (از ایل اصانلو و دودمان صفوی که از قزلباش‌های صفوی بودند)، حسنلو، آخونلو، کوچری لو، صحبتلو) از مناطق مختلف ایران، یمن، کوفه و شمال شرق ترکیه به این منطقه مهاجرت داده شده و مدت زمان طولانی در آن ساکن شدند. سپس مهاجرانی از جمهوری آذربایجان فعلی (چیروون‌ها)، نمین، اردبیل، تبریز و سایر نواحی به آن اضافه شدند که کالبد فعلی را شکل داد. در طی این دوره اهالی گرمی در نتیجه درگیری‌هایی که با طوایف اطراف از جمله شاهسون‌ها و طایفه آلارلو جهت حفظ زمین‌های خود داشتند، برخی روستاها از جمله رحیملو (توسط طایفه اردوخانلو)، چلک، شکراب، روستای تنگ، ساری درق، مغوان، آرانچی و ایلخچی را ایجاد نمودند. البته بعدها در زمان تشکیل روستاهای جدید، برخی طوایف ساکن گرمی به این روستاها کوچ کردند.
طایفه اردوخانلو جزو دودمان صفویه بودند که از پیروان طریقت صفوی بوده و از زمان شیخ صدرالدین موسی پسر شیخ صفی الدین اردبیلی جزو خانواده و مریدان این طریقت محسوب می‌شوند، که در فعالیت‌های نظامی و جهادها همراه رهبران طریقت بوده و در به قدرت رسیدن شاه اسماعیل و تاجگذاری وی در تبریز فعالیت‌های چشمگیری داشتند. آنها جزو قزلباش‌هایی بودند که در دشت چالدران حضور داشته و بسیاری از افرادشان را در جنگ از دست دادند، و به همین دلیل با گذشت زمان و پس از فوت شاه اسماعیل از قدرت کناره‌گیری کردند وبه فعالیت‌های اقتصادی و کشاورزی پرداختند.
قزلباش‌ها
قزلباش‌ها معمولاً ریش‌های خود را می‌تراشیدند و سبیل‌های درازی می‌گذاشتند و بر روی سر تراشیده خود کلاهی غالباً سرخ رنگ بر سر می‌گذاشتند، در قسمتی که کلاه سر را می‌پوشاند، گشاد و نوک آن تنگ و بلند بود و به نشانهٔ ۱۲ امام شیعه ۱۲ خط راه راه روی کلاه دیده می‌شد و عمامه ای غالباً سفید رنگ دور آن پیچیده می‌شد.
هفت ایل اصلی ترکمان که ایلات قزلباش را تشکیل دادند عبارتند از:
- افشار
- قاجار
- تکلو
- روملو
- شاملو
- ذوالقدر
- استاجلو

نیروهای نظامی قزلباش‌ها در درجهٔ اول خود را متعهد به اطاعت از سران قبیله و خاندان (اویماقِ) خود می‌دانستند و حقوق و مواجب خود را نیز از این سرانِ ایل دریافت می‌کردند. شاه عباس اول، با تشکیل نیروهای شاهسَوَن، که تنها از شاه حقوق می‌گرفتند و زیر فرمان مستقیم گماشتگان شاه بودند، در کنار تشکیل سپاه «غلامان خاصهٔ شریفه»، سعی در افزایش قدرت شاه در مقابل خودسری‌های برخی امرای قزلباش داشت.
برخی طوایف دیگر اطراف نیز نظیر مددلو و خلیفه لو از طوایفی هستند که ابتدا از یمن به آران (جمهوری آذربایجان) مهاجرت کرده و سپس با تصرف آنجا توسط روسها به این منطقه مهاجرت نموده‌اند. بخشی دیگر از طوایف این منطقه نیز باز از مسلمانان مهاجر قفقاز هستند که به «چیروون» در منطقه معروف هستند. در منطقه موران، طایفه‌ای نیز حضور دارد که باز در دوره صفوی از اصفهان به این منطقه کوچ داده شده‌اند. علت کوچ دهی طوایف مختلف از مناطق مختلف ایران به این منطقه که در دوره صفویه و تا حدی قاجاریه و افشاریه رخ داده است، چندان مشخص نیست ولی احتمال دارد، صفویه و حکومتهای بعدی در جهت کنترل قزلباشها و شاهسونها دست به چنین کاری زده باشد.
ترکیب جمعیتی این منطقه دائماً در حال تغییر بوده است، و برخی از طوایف ایل شاهسون در مناطق غربی و شمالی شهرستان ساکن می‌باشند و دارای ییلاقها و قشلاقهایی در این مناطق می‌باشند.
مدرسه خواجه نصیر که سال تأسیس آن به ۱۳۰۲ بر می‌گردد و قدیمی‌ترین مدرسه سبک جدید استان اردبیل می‌باشد جزو مباهات مردم منطقه و نشانه‌های مدنیت جدید بوده است. با این حال ساختمان این مدرسه تخریب شده و در محل آن ساختمان اداری آموزش و پرورش ساخته شده است. ساختمان قبلی این مدرسه ۱۵ سال قبل از تبدیل شدن به مدرسه دولتی ایرانی توسط روسها بنا شده و به عنوان مدرسه روسی اداره می‌شده است. بر همین اساس در سال‌های قبل اغلب سالمندان شهرستان که دارای سواد بودند به زبان روسی آشنایی داشتند اما متأسفانه از آن نسل بعید است، کسی هنوز زنده باشد.

## اقتصاد

### کشاورزی و دامپروری
نزدیک به ۵۰٪ تولید ناخالص داخلی شهرستان، متکی به دامداری و کشاورزی است و محصول گوشت قرمز و دام زنده آن که به اقصا نقاط کشور خصوصاً کلان‌شهرهایی نظیر تهران و کرج ارسال می‌شود، نقش مهمی در معیشت مردم دارد. پرورش گوسفند، بز، گاو، گاومیش و چهارپایان باربر در آن رواج دارد.
پس از آن تولید گندم در اقتصاد شهرستان اهمیت فراوان دارد. همچنین کشت، عدس، نخود، جو و یونجه نیز سهم قابل توجهی در درآمد مردم منطقه دارد.
گرمی دارای محصولات به، گوجه فرنگی، انجیر، گردو، آلو، گیلاس، گلابی و شلیل خوبی است با این حال به جز محصول شلیل که در سال‌های اخیر توسعه داده شده و تجاری شده است، تولید سایر محصولات کم و در حد غیر تجاری صورت می‌گیرد.
در سال‌های دهه ۱۳۷۰ تولید عسل شهرستان نیز قابل توجه بوده (نزدیک به ۴۰۰ تن در سال) بوده است اما در ۱۵ سال اخیر به یک دهم کاهش یافته است برخی این حادثه را ناشی از حمله نوعی انگل و برخی ناشی از بحران جهانی زنبور عسل می‌دانند.
برخی محصولات نظیر شترمرغ، برنج، کلزا، آفتاب گردان، ذرت، سویا، پنبه، هندوانه، خربزه، سیب زمینی، خیار و غیره به صورت محدود و پراکنده در شهرستان تولید می‌شوند.
همچنین تولید ماکیان خصوصاً بوقلمون به‌طور گسترده‌ای در آن رواج دارد و این شهرستان به عنوان پایگاه تولید ماکیان استان اردبیل از جمله بوقلمون محسوب می‌شود. پرورش گاومیش نیز به خاطر لبنیات آن رواج دارد.

### صنعت، معدن و گردشگری
ورنی بافی (نوعی گلیم-فرش ابریشمی بدون نقشه است و جزو صنایع دستی خاص منطقه مغان و ارسباران می‌باشد) گلیم بافی، جاجیم بافی، قالی بافی که از صنایع دستی روستایی شهرستان است کما بیش در شهر گرمی نیز صورت می‌گیرد. صنایع دستی چوبی و سفالی نیز به‌طور محدود انجام می‌شود.
بر اساس برآوردی که از تولید ناخالص داخلی شهرستان در سال ۱۳۸۰ انجام شده است بخش‌های صنعت با ۱٫۵٪، معدن حدود ۱٪، و گردشگری ۱٪ جزو بخش‌های کاملاً توسعه نیافته شهرستان بوده‌اند با این حال در سالهای اخیر برای توسعه صنعت شهرستان تحرکات خوبی انجام شده است.
گرمی دارای دو ناحیه صنعتی شکراب در ۵ کیلومتری شمال و قره قوچ در ۳ کیلومتری غرب است که علی‌رغم تصویب و تملک اراضی و احداث برخی زیربناها، هنوز سرمایه‌گذاری قابل توجهی در این شهرستان صورت نگرفته است.
معادن شهرستان محدود به معادن سنگ لاشه و شن و ماسه است و دو معدن سنگ لاشه و مالون چسبیده به شهر فعال می‌باشد.
تقریباً ۸٪ جاذبه‌های گردشگری استان اردبیل در این شهرستان قرار دارد و ظرفیت‌های خوبی برای توسعه گردشگری شهرستان خصوصاً در مزینه بوم گردی وجود دارد. فصل‌های بهار و پاییز فصل‌های مناسبی برای سفر به این شهرستان می‌باشند.

### خدمات اداری، بازرگانی، حمل و نقل، ارتباطات و سایر
خدمات بازرگانی و اداری سهم عمده‌ای در درآمد مردم شهر گرمی دارد. بر خلاف برخی شهرها که جمعیت آن‌ها عمدتاً بر پایه کشاورزی شکل گرفته است گرمی جزو شهرهایی است که جمعیت آن بر مبنای تجارت شکل گرفته است. در واقع یکی از دلایل اصلی توسعه گرمی در ۳ قرن اخیر واقع شدن آن در مسیر جاده اردبیل- باکو، تبریز- باکو و اردبیل-گنجه و نیز شرایط خاص آب و هوایی و جغرافیایی آن بوده که امنیت و آرامش لازم را برای کاروانها فراهم می‌آورد. باعث پیدایش یا حداقل گسترش این شهر شده است.
دو جاده اصلی اردبیل-بیله سوار و اردبیل-پارس‌آباد که از این شهرستان عبور می‌نماید، نیز نقش مهمی در توسعه آن داشته است.
فاصله شهر گرمی مرکز شهرستان‌های پارس‌آباد ۹۵کیلومتر، بیله سوار ۵۵کیلومتر و اردبیل ۱۱۰کیلومتر و فاصله هوایی آن با تهران ۴۹۶ کیلومتر و فاصله جاده‌ای آن با تهران از مسیر زنجان و سرچم ۷۰۲ کیلومتر و از مسیر آستارا ۸۸۹ کیلومتر است.
یک نکته جالب در مورد گرمی اینکه این شهر در فاصله ۲۶۱ کیلومتری از باکو (مسیر بیله سوار- سلیان- آلات-باکو)، و ۲۶۱ کیلومتری از تبریز (مسیر مشکین شهر- قوشا-گرمی) قرار دارد.
این شهرستان از طریق جاده فرعی انگوت- قره آغاج- آبیش احمد-کلیبر به شهر کلیبر و از چندین مسیر اصلی و فرعی دیگر به مشکین شهر وصل می‌شود.
توسعه اداری که بعد از سال ۱۳۵۰ و با لحاظ مسائل نظامی و امنیتی و تبدیل شهر به مرکز شهرستان مغان صورت گرفت عاملی شد تا این شهرستان در دهه‌های ۵۰–۶۰ رشد قریب ۳۰۰٪ را در جمعیت تجربه نماید. اما پس از آن با افت مواجه شده است.
بحث ایجاد منطقه آزاد یا ویژه در این شهرستان در چند سال اخیر مطرح بوده است و فعال‌سازی و ارتقا بازارچه و گذر مرزی آزادلو به گمرک نیز از جزو خواستهای مردم منطقه برای توسعه شهرستان می‌باشد.

## جاذبه‌های توریستی
بر اساس برآورد انجام شده، ۸٪ جاذبه‌های گردشگری استان اردبیل در شهرستان گرمی واقع هستند.
شهر گرمی شهر تاریخی یا شهر مدرن نیست بنابراین جاذبه‌های آن بیشتر طبیعی است اما ریخت شهری خاص آن که ترکیب رود و صخره و کوه و دشت است و مناظر کوه‌های اطراف و آب و هوای خاص آن خصوصاً در فصلهای بهار و پاییز جزو جاذبه‌های شهر است. کوه‌های ایرناواش- سفار و آزنا نمادهای طبیعی این شهر هستند.
در فصل پاییز به علت مرتعی بودن منطقه، کوه‌های اطراف مجدد سرسبز می‌شوند و پاییز سبز و مه آلود از جاذبه‌های این شهر و شهرستان می‌باشد. توده‌های ابر که در میان کوه‌ها گیر می‌افتند و تقریباً ۱۰۰ روز در سال در دسترس هستند، از جاذبه‌های طبیعی این شهرستان می‌باشند.
منطقه نمونه گردشگری سد گیلارلو در ۷ کیلومتری غرب شهرستان واقع است که دریاچه آن با ۸ میلیون مترمکعب ذخیره و ۶۳۰ هکتار وسعت بزرگ‌ترین دریاچه استان اردبیل بعد از شورابیل می‌باشد. این منطقه در حال توسعه می‌باشد و تاکنون حدود ۱۰ میلیارد تومان اعتبار به آن اختصاص یافته است.
از دیگر جاهای دیدنی گرمی می‌توان به روستاهای بخش موران شامل داشدیبی، افچه، اوماسلان، سلاله، تازه کندو…قره یتاق و بخش مرکزی شامل روستاهای تنگ، تولون، خان کندی، شوکورلو، گیلارلو و روستاهای بخش انگوت و اینی و آبشارهای اینی وسالالا و… اشاره نمود.
امکانات اقامتی و رفاهی در این شهر توسعه نیافته است و تنها دو مهمانپذیر در شهرستان فعال است. هر چند در فصل توریسم امکانات برخی نهادهای دولتی نیز به اقامت گردشگران اختصاص می‌یابد اما هنوز گردشگری تنها ۱٪ از درآمد اهالی را به خود اختصاص می‌دهد.
غذای ساجیچی، شیر پلو با ماهی، آش دوغ، کته (نوعی نان و سبزی محلی)، خشیل (حلیم محلی)، رشته پلو قیسی، قیقناغ، قیساوا، جیغیرتماج، اگردک (نوعی شیرینی محلی)، سه گوش (نوعی شیرینی محلی)، پنیر- ماست و دوغ محلی و البته کباب و کله پاچه گوسفندی آن مورد رضایت گردشگران و بازدید کنندگان است.

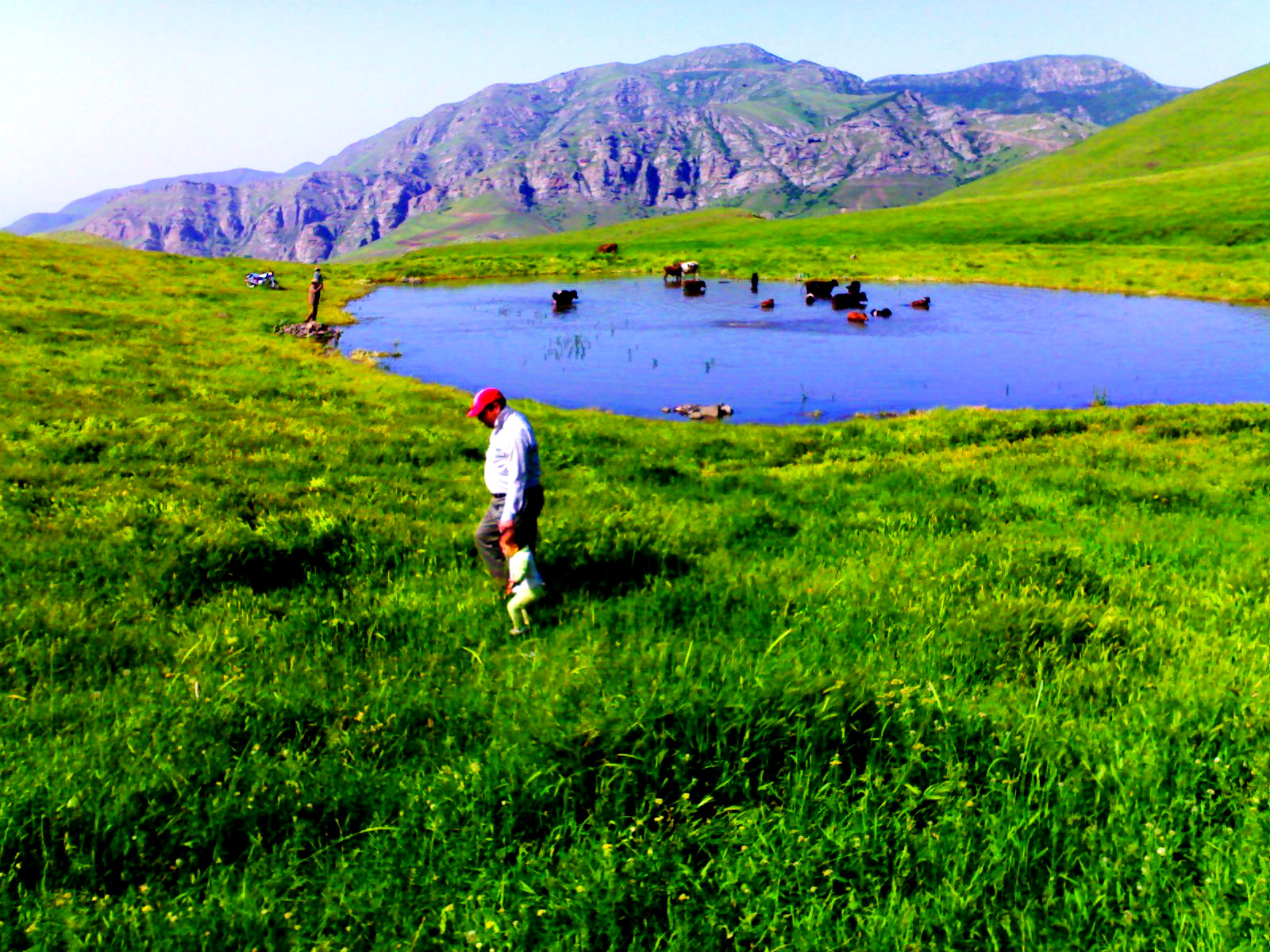
قالغانلو طبیعت دریاچه قالغانلو در روستای خان کندی
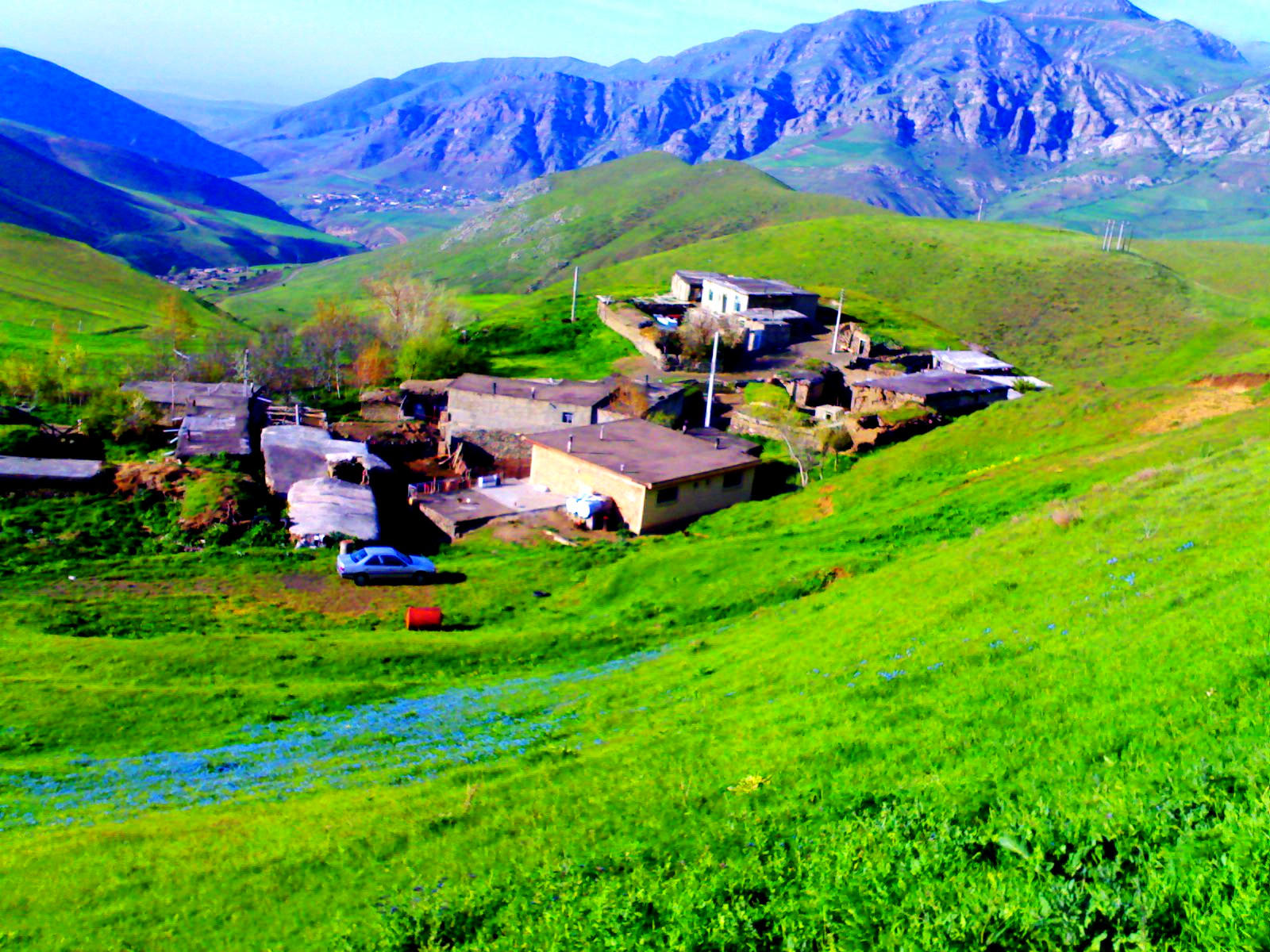
خان کندی طبیعت روستای خان کندی در مرز جمهوری آذربایجان
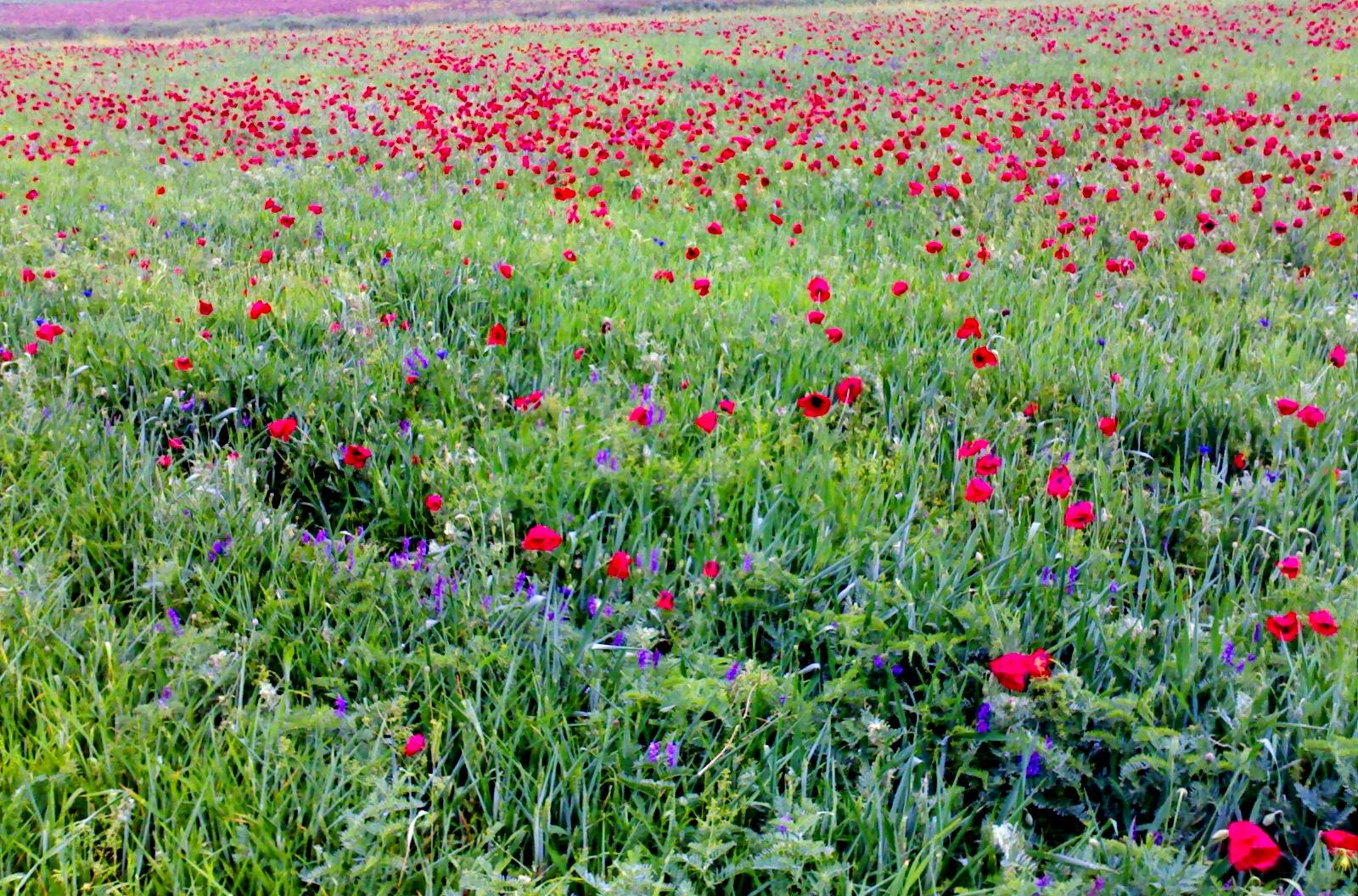
خان کندی رویش لاله‌های خان یوردی روستای خان کندی
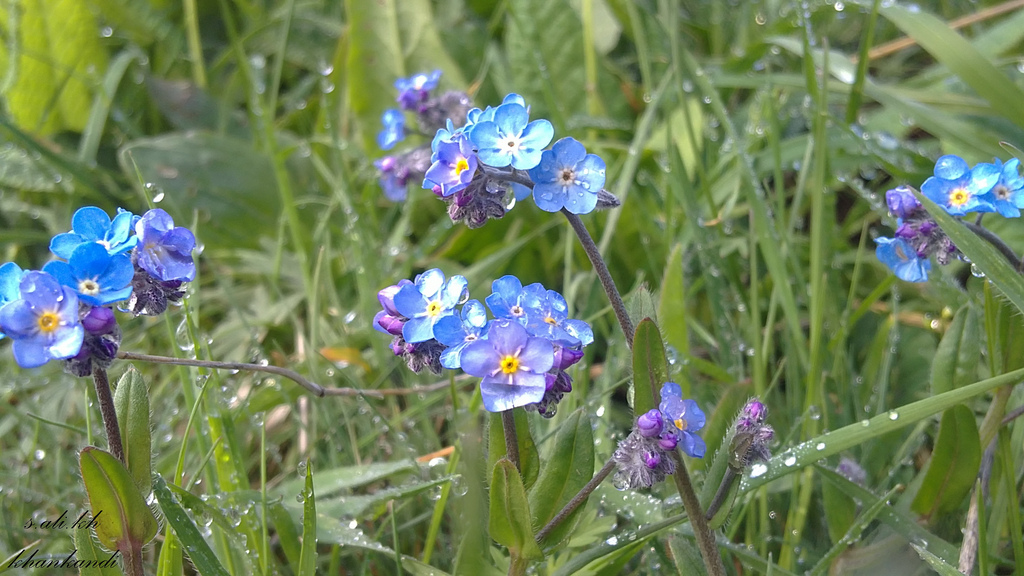
خان کندی شبنم روی گل‌های آسمانی خان کندی
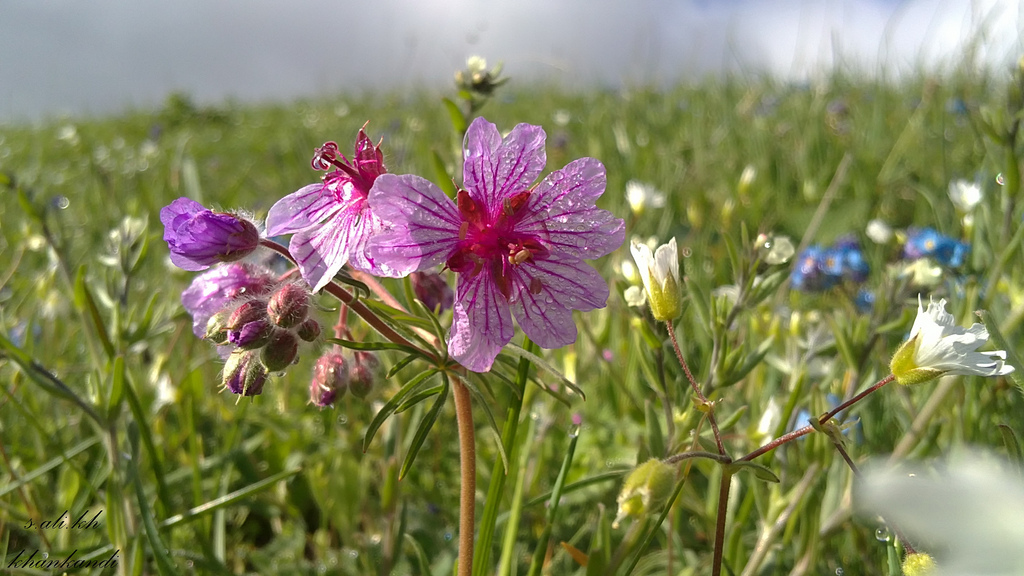
خان کندی گلهایی از گلستان خان یوردی
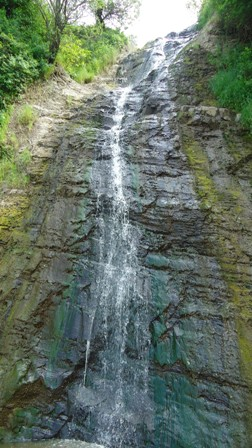
ابشار همیشگی کول باارتقاع زیاد
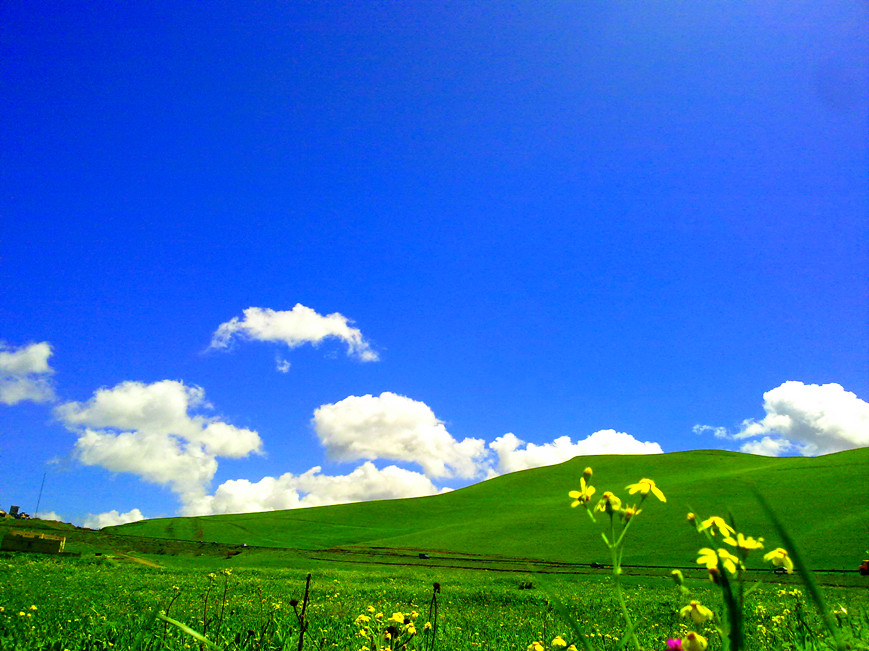
طبیعت مجاور شهر گرمی

## جغرافیای زیستی
انواع گونه‌های حیات جانوری در شهرستان گرمی وجود دارد. از آن جمله کبک که در ارتفاعات گرمی و روستاهای حومه به وفور یافت می‌شود.
دامنه کوه‌هاوبستررودخانه‌های این شهر درشش ماه از سال پوشیده از انواع گیاهان دارویی مثل بویمادرن، گل گاوزبان، آویشن، پونه و… می‌باشد.

## دانشگاه‌ها
|  |

دانشگاه پیام نور مرکز گرمی بزرگ‌ترین دانشگاه شهر با حدود ۲۰۰۰ نفر دانشجو است.
|  |

در شهر گرمی دانشگاه جامع علمی کاربردی مرکز گرمی با ۱۲۰۰ نفر دانشجو و دانشگاه آزاد اسلامی گرمی با بیش از ۲۰۰۰ نفر دانشجو فعالیت دارند.

## منطقه آزاد تجاری-صنعتی اردبیل
منطقه آزاد تجاری-صنعتی اردبیل در استان اردبیل شامل شهرستان‌های اردبیل، مشگین‌شهر، نمین، گرمی (مغان)، بیله سوار، پارس‌آباد در شمال غرب ایران واقع شده است. منطقه آزاد اردبیل، به همراه شش منطقه دیگر از استان‌های گلستان (اینچه‌برون)، ایلام (مهران)، اردبیل (اردبیل)، سیستان و بلوچستان (سیستان)، کردستان (بانه مریوان)، بوشهر (بوشهر)، کرمانشاه (قصر شیرین) در ۱۵ اردیبهشت ۱۴۰۰ در مجمع تشخیص مصلحت نظام به تصویب نهایی رسید.
استان اردبیل دارای ۳۸۰ کیلومتر مرز خشکی با جمهوری آذربایجان می‌باشد.

## ایستگاههواشناسی گرمی
ایستگاه هواشناسی گرمی از نوع سینوپتیک اصلی بین‌المللی ۱۲ ساعته بوده و در زمینی به مساحت یک هکتار در غرب گرمی واقع شده است.

## نگارخانه تصاویر

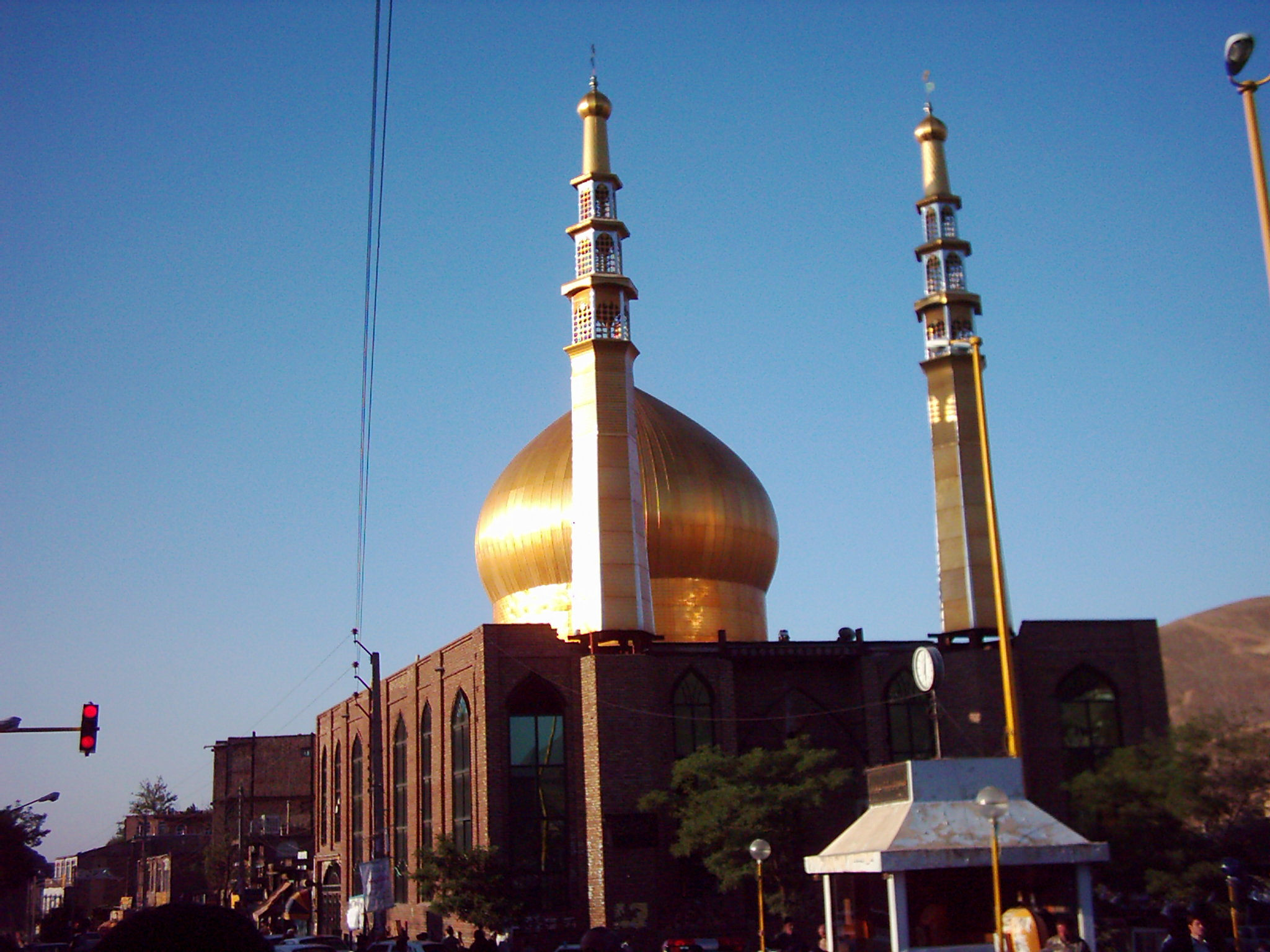
مسجدجامع گرمی
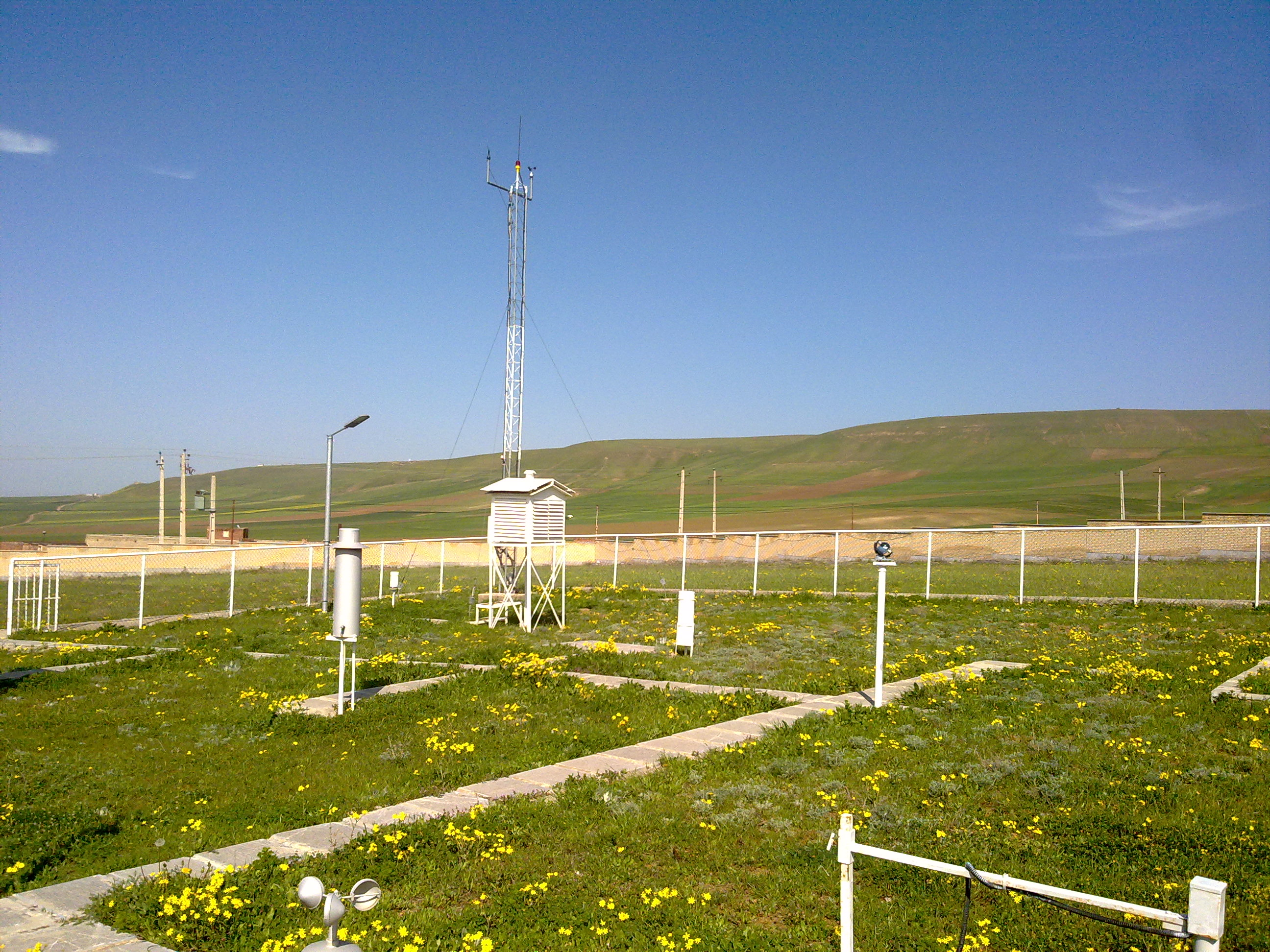
پلتفرم ایستگاه هواشناسی گرمی
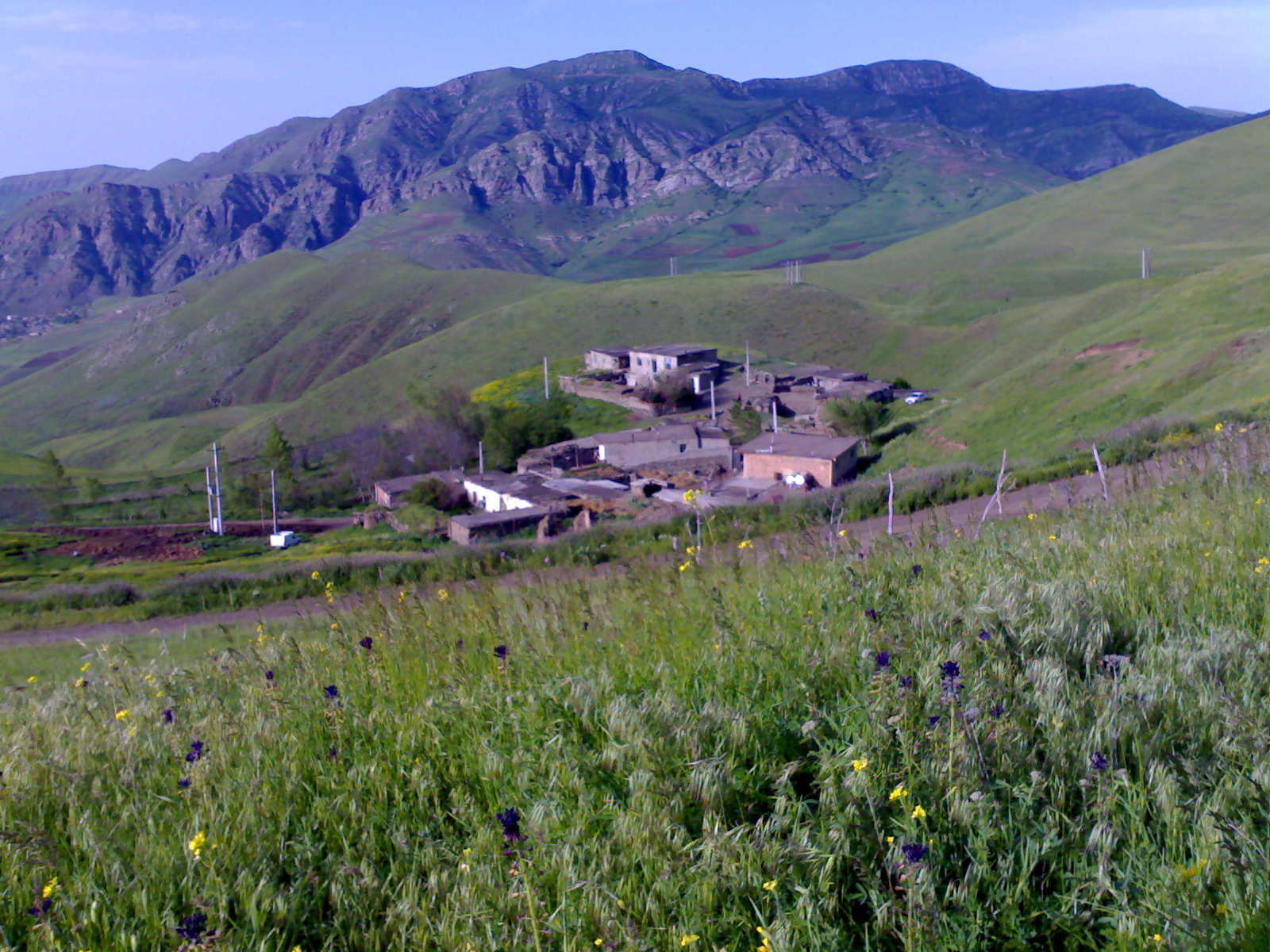
روستای خان کندی گرمی
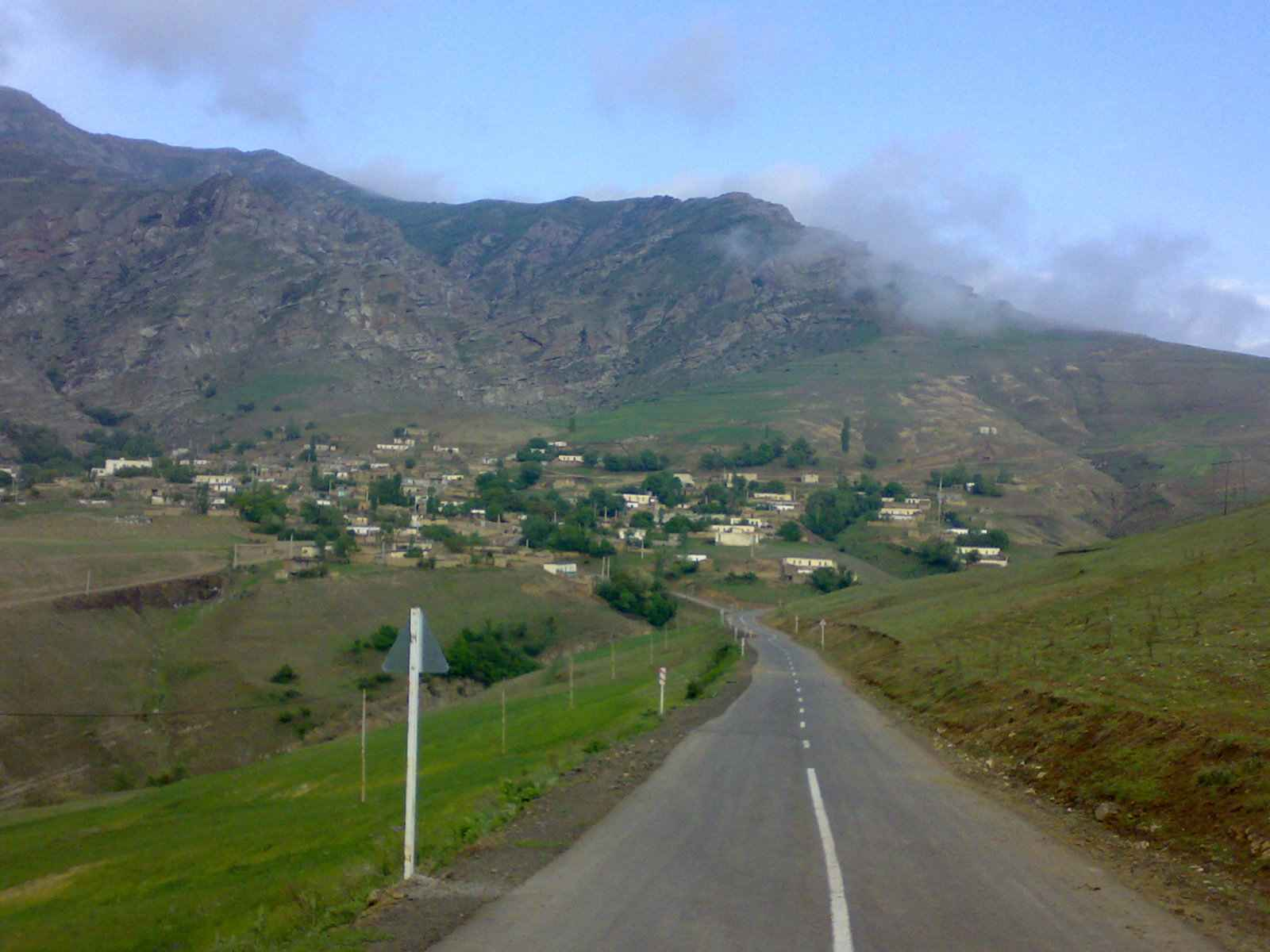
روستای تولون گرمی
روستای خان کندی گرمی
منظره شهر گرمی
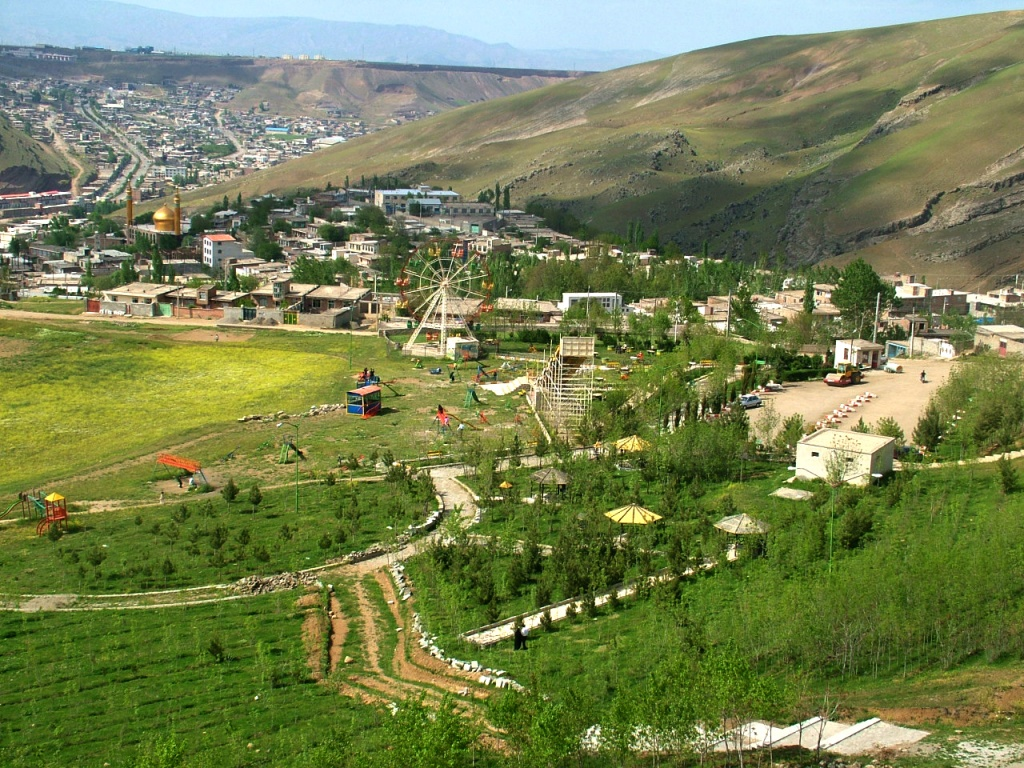
منظره شهر گرمی
زمستان درگرمی
ایسمی خان باغی تولون
دو کوه آزنا و ایرناواش در منظره‌ای از گرمی
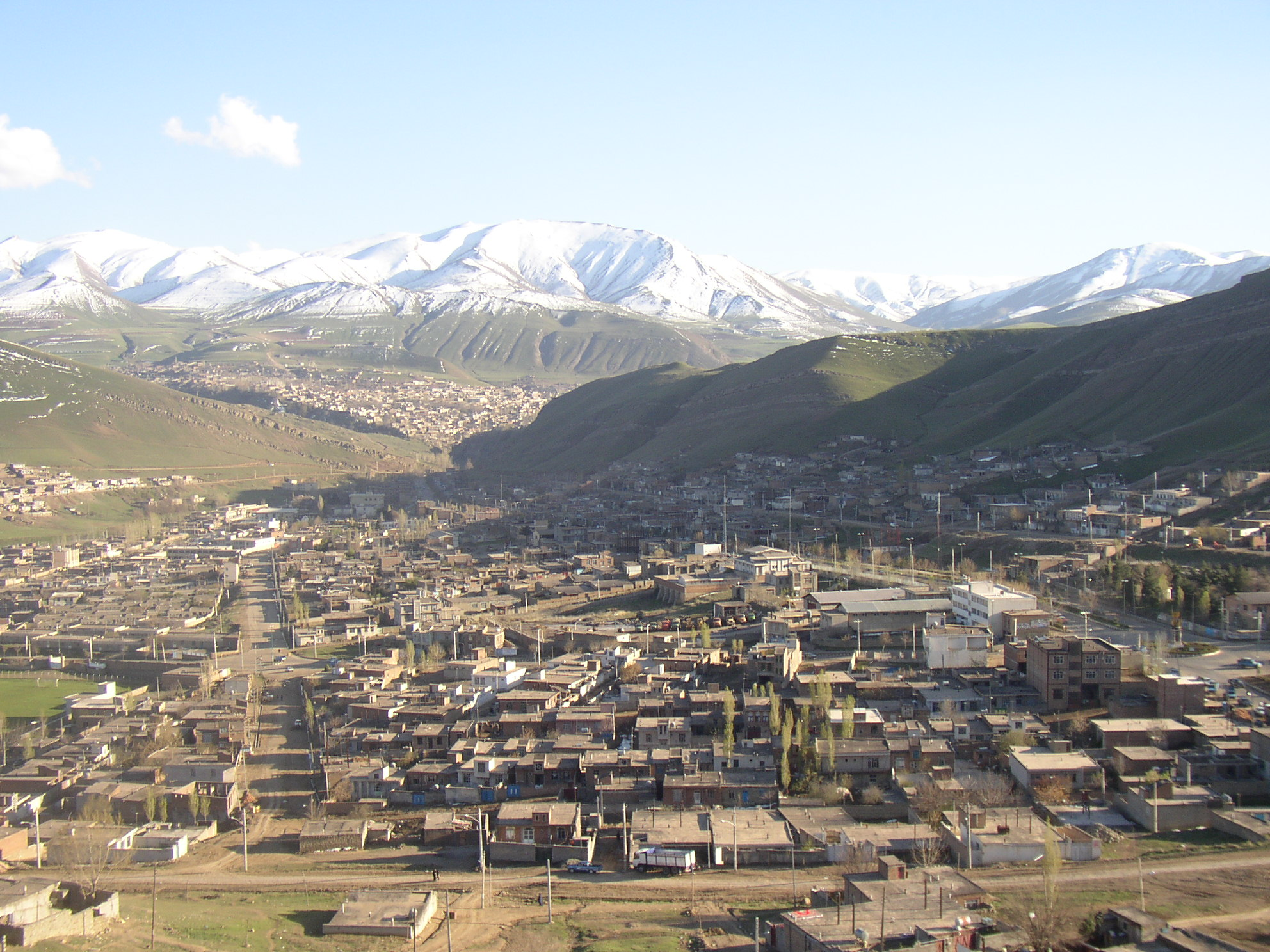
نمایی از گرمی و کوه‌های ازنا و ایرناواش در زمستان
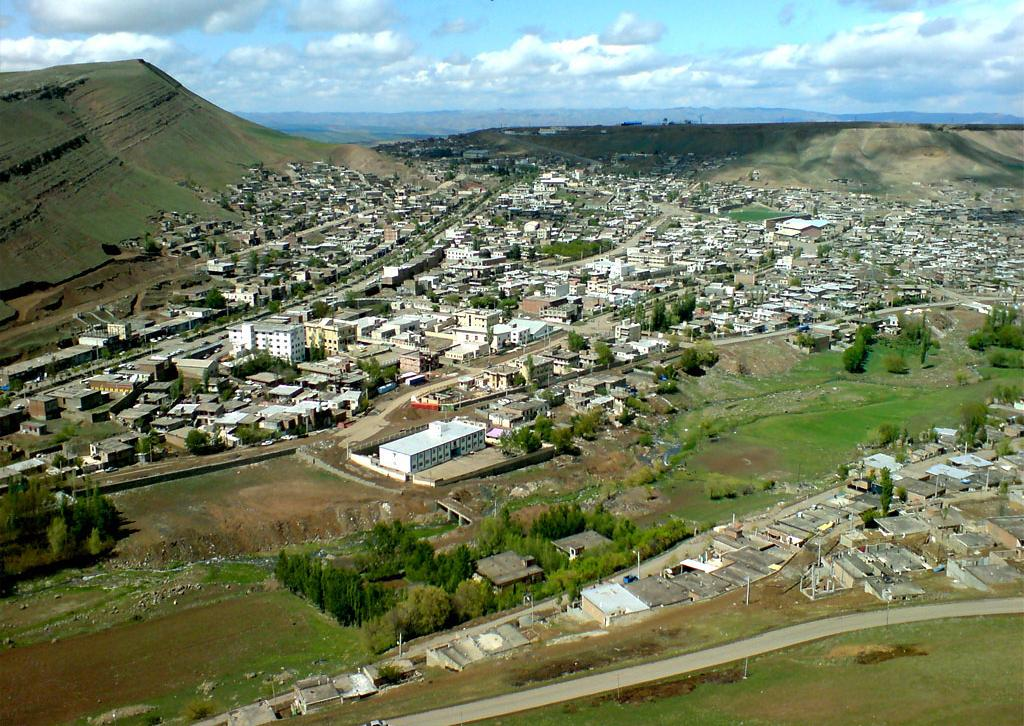
محله هلال احمر گرمی
محله‌های عباسیه و حسینیه
محله اسلام آباد
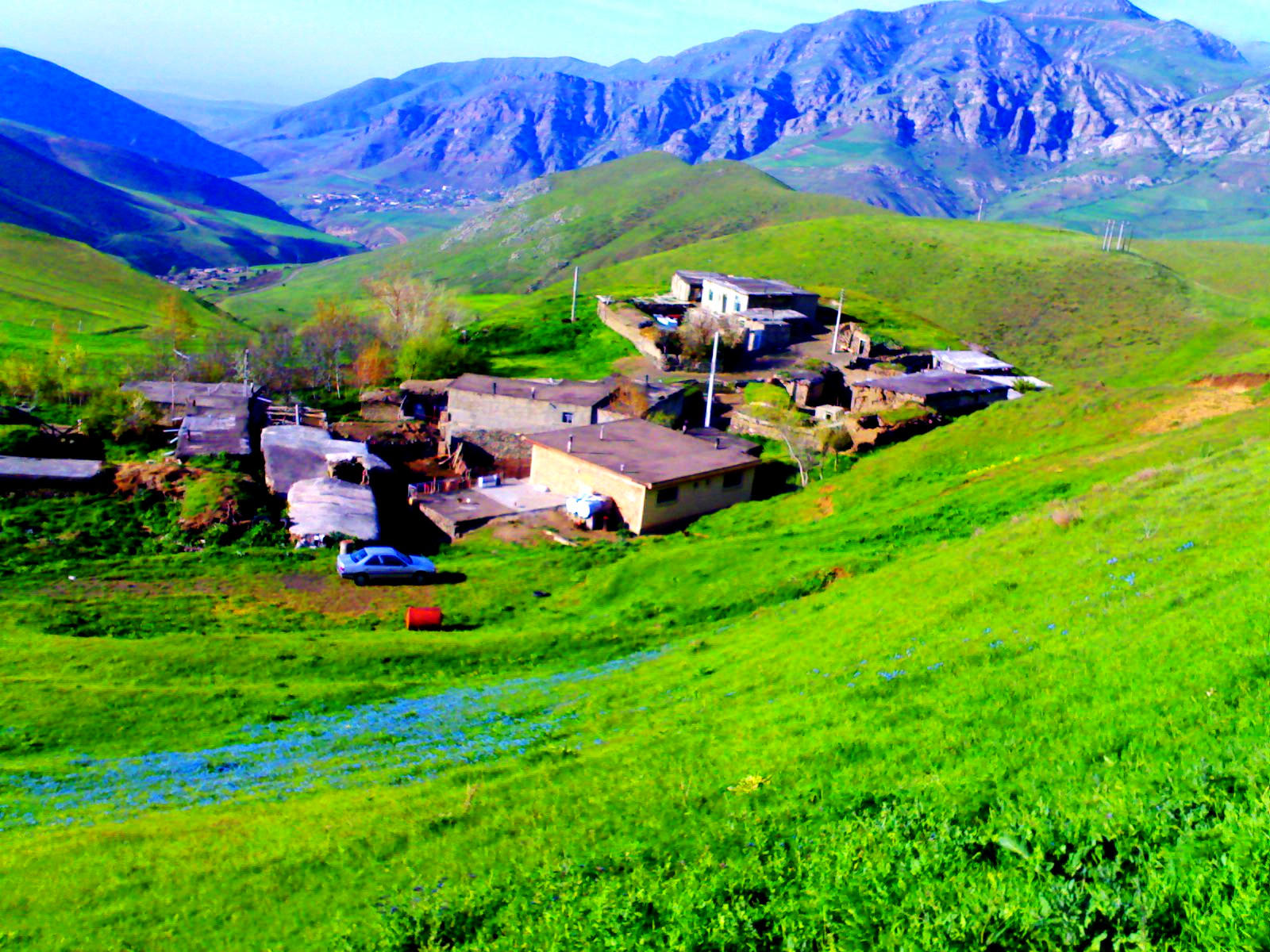
روستای خان کندی گرمی
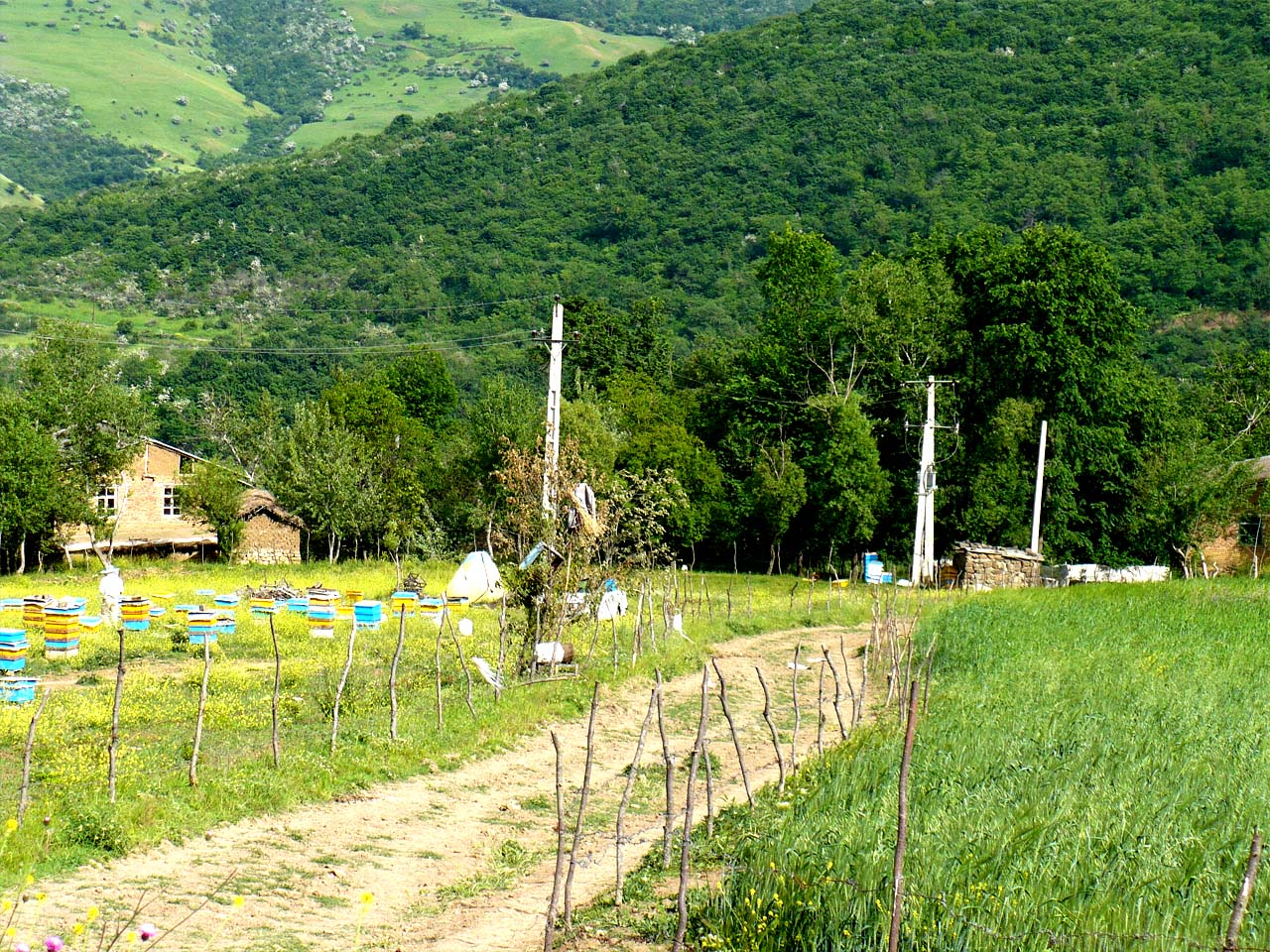
پرورش زنبور عسل در گرمی
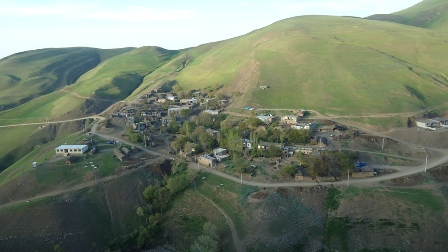
روستای قره یتاق